# Desert Flower
Desert Flower (Floare de deșert) este o coproducție franco-austro-germană produsă în anul 2009 sub regia lui Sherry Hormann. Filmul este o dramă, el este transpunerea pe ecran a romanului autobiografic al fotomodelului Waris Dirie. Ea a copilărit în deșertul somalez. La vârsta de 13 ani a fost căsătorită forțat în Mogadischu cu un bărbat mai în vârstă. Peste câțiva ani ea reușește să fugă la Londra. Aici ea servește într-un local și este descoperită de un fotograf. Waris Dirie devine unul dintre cele mai solicitate fotomodele din lume. Rolul ei în film este jucat de actrița Liya Kebede.

## Acțiune
Waris s-a născut în deșertul african, ca și copil trebuie să lupte zilnic pentru supraviețuire. La 13 ani află că trebuie să se căsătorească cu un bărbat străin. Ea se opune voinței tatălui ei și fuge în deșert, unde se rătăcește, în cele din urmă ajunge în Mogadishu capitala Somaliei. Aici găsește adăpost la rudeniile mamei sale, care-i vor ajuta să ajungă în Londra unde lucrează mai mulți ani ca servitoare la consulatul somalez. Deoarece ea nu poate părăsi clădirea consulatului fuge în cele din consulat. În Londra ea lucrează ca vânzătoare de ocazie, cu ajuorul unei prietene primește un post de femeie de serviciu într-un local. Aici este descoperită de fotograful Terence Donaldson. Ajunge să apară și în presă este nevoită să accepte o căsătorie aparentă, deoarece i-a expirat pașaportul. În cele din urmă ajunge una dintre cele mai solicitate fotomodele. Nu uită suferința și umilirea din coplărie, scrie o carte despre viața ei, pentru a atrage atenția opiniei publice asupra ritualului barbar și deosebit de brutal de mutilare a organelor genitale a fetițelor africane.

## Distribuție
- Liya Kebede: Waris Dirie
- Sally Hawkins: Marilyn
- Timothy Spall: Donaldson
- Juliet Stevenson: Lucinda
- Craig Parkinson: Neil
- Anthony Mackie: Harold
- Meera Syal: Pushpa
- Prashant Prabhakar: Kami
- Soraya Omar-Scego: Waris copil